# D-3 (潜水艦)
|          |                       |
| 艦歴     |                       |
| 発注     |                       |
| 起工     | 1908年4月16日         |
| 進水     | 1910年3月12日         |
| 就役     | 1910年9月8日          |
| 退役     | 1922年3月20日         |
| その後   | スクラップとして売却  |
| 除籍     | 1922年3月20日         |
| 性能諸元 |                       |
| 排水量   | 288トン               |
| 全長     | 134 ft 10 in (41 m)   |
| 全幅     | 13 ft 11 in (4.2 m)   |
| 吃水     | 11 ft 8 in (3.6 m)    |
| 機関     |                       |
| 最大速   | 13ノット              |
| 乗員     | 士官、兵員15名        |
| 兵装     | 18インチ魚雷発射管4門 |

D-3 (USS D-3, SS-19) は、アメリカ海軍の潜水艦。D級潜水艦の3番艦。当初の艦名はサーモン (USS Salmon) であった。

## 艦歴
サーモンは1908年4月16日にマサチューセッツ州クインシーのフォアリバー造船所で起工する。1910年3月12日にR・フィッツジェラルドによって進水し、1910年9月8日に艦長D・G・ウィーバー大尉の指揮下就役する。サーモンは1911年11月17日に D-3 と改名された。
D-3 はロードアイランド州ニューポートで大西洋水雷艦隊に加わった。艦隊は東海岸沿いに活動し、1912年10月17日から1913年1月20日までカリブ海を巡航、その後 D-3 はメキシコ水域で活動しベラクルス占領を支援した。1914年6月16日にバージニア州ノーフォークで再び小艦隊に加わり、7月17日から22日までワシントンD.C.を訪問、24日に母港に帰還した。1917年9月21日から D-3 は第2潜水艦隊の旗艦となり、ニューポートおよびコネチカット州ニューロンドンで潜水艦乗組員の訓練を行った。1919年9月5日に予備役となるが、1921年7月15日に再就役し通常任務に復帰した。1922年3月20日にフィラデルフィア海軍造船所に牽引され、同日退役、船体は1922年7月31日に売却された。